# Campo Novo
Campo Novo é um município brasileiro do estado do Rio Grande do Sul. Localiza-se no noroeste do estado.

## História
Conta a história que o primeiro a se estabelecer na região habitada por índios caingangues foi João Vicente de Souza, em 1834, acompanhado por um grupo de desbravadores. Dedicavam-se a exploração da erva-mate.
Inicialmente foi distrito de Cruz Alta, mais tarde de Palmeira das Missões e, finalmente pertenceu a Três Passos.
Já em 1945 houve a manifestação que sinalizava a busca de emancipação. Em 1953 há registros de novas tentativas. Finalmente, em 1957, o movimento tomou corpo e foi vitorioso. A comissão de emancipação desenvolveu intenso trabalho e, em 31 de janeiro de 1959, através da lei estadual nº 3706, Campo Novo tornou-se município, instalado solenemente em 3 de junho de 1959, com a posse dos primeiros administradores.

## Geografia
Localiza-se a uma latitude 27º40'31" sul e a uma longitude 53º48'12" oeste, estando a uma altitude de 437 metros.
Possui uma área de 222,91 km².

### População
Sua população estimada em 2004 era de 6 467 habitantes.

### Distritos
As principais localidades do município de Campo Novo são: Linha São Pedro, Vila Industrial, Pasta Mecânica, Capão Grande, Nova Boa Vista, Vila Turvo, Sitio Motta, Rincão Reiuno, Sítio Correa, Pontão da Mortandade, Sítio Machado, Sítio Degrazia, Bela União, Rincão Guarani, Boa Ventura, Colônia Gaúcha, Bom Retiro, Esquina São Cristóvão, Sítio Schimidt e Passo da Divisa.

## Economia
Como município praticamente agrícola, tendo colheitas boas e com a ajuda de seu clima. O município é conhecido como "Coração da Região Celeiro".